# Újdombrád
Újdombrád is een plaats (község) en gemeente in het Hongaarse comitaat Szabolcs-Szatmár-Bereg. Újdombrád telt 693 inwoners (2001).